# Holbova
Holbova je ulice v Praze 1 Novém Městě. Spojuje nábřeží Ludvíka Svobody s Klimentskou a je dlouhá pouhých 118 metrů. Ulice je obousměrně průjezdná. Je pojmenována po Jakubu Holbovi, který zde vlastnil lázně v 15. století.

## Průběh
Ulice Holbova začíná na křižovatce ulic Klimentská × Samcova × Klimentská × Lodní mlýny jako pokračování Klimentské od východu. Stáčí se na sever mírným obloukem a zahlubuje se pod terén, kde na křižovatce ústí na nábřeží Ludvíka Svobody (vlevo) a vpravo začíná Těšnovský tunel. V jejím původním směru nelze pokračovat, protože se zde nachází zeď tvořící břeh Vltavy. V tomto místě se nachází světelná křižovatka. Je obklopena zelení a není v ní žádný dům a tedy žádné číslo popisné.
V celé své délce se jedná o silnici II. třídy. V ulici nelze parkovat. Není určena pro pěší, nenachází se zde chodník.

## Historie
Ještě na počátku 20. století tudy protékala řeka. Pak ale došlo k zavezení a na původním místě řeky a mlýnů vzniklo volné prostranství. V roce 1914 stály poblíž dnešní křižovatky Holbova x Klimentská tři domy (č.p. 1225, 1226 a 1227), 1227 je od nich oddělen zákrutou Barvířské ulice. V dolní části je volné prostranství, vede tudy cesta až na nábřeží obklopená zelení. V té době již vede cesta i po novém nábřeží. Ve 20. letech 20. století pak cesta zmizela a vznikla zde zelená plocha. V roce 1938 již nestál objekt č.p. 1225 a v dolní části vzniklo hřiště Vysokoškolského sportu. V letech 1955–1956 pak na místě dnešní ulice vznikla letní kavárna nazývaná Pavilonek. V roce 1962 byl pod kavárnou vybudován kryt (později nazývaný Husákův bunkr), který příslušel k budově ústředního výboru Komunistické strany Československa (dnešní budova Ministerstva dopravy). V té době se opět na plánech a fotografiích objevila cesta vedoucí na nábřeží. Vedle kavárny v té době stávala bílá socha Klementa Gottwalda. Ještě v roce 1975 zde byly patrny původní tři domy a v severní části objekt připomínající hřiště. Již ale existoval plán na ulici zaúsťující do tunelu. Kavárna Pavilonek vydržela až do roku 1977, kdy byla zbořena v souvislosti s výstavbou Těšnovského tunelu – Husákův bunkr je zde do současnosti. Dům čp. 1227 byl pak demolován v roce 1981. V roce 1996 byla ulice pojmenována po Jakubu Holbovi, majiteli místních lázní, které se nacházely nedaleko v 15. století.